# Gešur (kibuc)
Gešur nebo Gšur (hebrejsky גְּשׁוּר, doslova „Přemostění“, podle biblického regionu Gešúr zmiňovaného v Knize Jozue 13,13, v oficiálním přepisu do angličtiny Geshur) je izraelská osada a vesnice typu kibuc na Golanských výšinách v Oblastní radě Golan.

## Geografie
Nachází se v nadmořské výšce 345 metrů, cca 17 kilometrů východně od města Tiberias, cca 68 kilometrů východně od Haify a cca 120 kilometrů severovýchodně od centra Tel Avivu. Leží na náhorní plošině v jižní části Golanských výšin, nedaleko prudkého zlomu, který se západně od osady propadá směrem ke Galilejskému jezeru.
Vesnice je situována v oblasti s hustou sítí zemědělského osídlení, takřka výlučně židovského, tedy bez arabských sídel. Na dopravní síť Golanských výšin je napojena pomocí silnice číslo 98 - hlavní severojižní komunikace v tomto regionu.

## Dějiny
Gešur leží na Golanských výšinách, které byly dobyty izraelskou armádou v roce 1967 a jsou od té doby cíleně osidlovány Izraelci. Tato vesnice byla založena už v dubnu 1968 jako polovojenské sídlo typu Nachal pod jménem Nachal Gešur. Tehdy se ovšem nacházela v jiné části Golanských výšin, a to cca 20 kilometrů severovýchodním směrem, na jihovýchodním úbočí hory Har Peres.
Tato osada ale byla krátce poté poškozena syrským ostřelováním a musela se posunout o něco k západu. I pak ale byla poničena syrskými útoky a stěhovala se podruhé. Během Jomkipurské války v roce 1973 bylo území osady Nachal Gešur dočasně obsazeno syrskou armádou, po skončení války se její území ocitlo blízko nárazníkové zóny mezi Izraelem a Sýrií. Osada a její okolí navíc byly válkou opět zničeny. Po válce se proto osadníci přestěhovali do nynější lokality. K přesunu došlo 15. dubna 1975, ale šlo o dočasné ubytování v lokalitě Fik. Do nynější polohy se vesnice posunula až 22. listopadu 1976. Podle oficiální statistiky došlo ke vzniku obce roku 1971.
Ve zprávě z roku 1977 vypracované pro Senát Spojených států amerických se počet obyvatel v Gešur odhadoval na 80. Osadníci patřili mezi stoupence levicové strany Mapam.
V obci fungují zařízení předškolní péče o děti. Základní škola je v Bnej Jehuda a střední ve městě Kacrin. Ekonomika kibucu je založena na zemědělství (živočišná i rostlinná výroba včetně pěstování vinné révy). Kibuc chystá výstavbu nové čtvrti Micpor Kineret (מצפור כנרת) určené i pro individuální zájemce bez nutnosti podílet se na kolektivním hospodaření.

## Demografie
Gešur je sekulární osadou. Jde o menší sídlo sídlo vesnického typu ale s dlouhodobě rostoucí populací. K 31. prosinci 2014 zde žilo 257 lidí. Během roku 2014 stoupla populace o 10,3 %.
| Rok            | 1983 | 1995 | 1999 | 2000 | 2001 | 2003 | 2004 | 2005 | 2006 | 2007 | 2008 | 2009 | 2010 | 2011 | 2012 | 2013 | 2014 |
| -------------- | ---- | ---- | ---- | ---- | ---- | ---- | ---- | ---- | ---- | ---- | ---- | ---- | ---- | ---- | ---- | ---- | ---- |
| Počet obyvatel | 102  | 157  | 145  | 139  | 134  | 168  | 192  | 226  | 215  | 204  | 218  | 217  | 221  | 223  | 226  | 233  | 257  |